# SN 2004an
SN 2004an – supernowa typu II odkryta 7 marca 2004 roku w galaktyce IC4483. W momencie odkrycia miała maksymalną jasność 18,10m.